# Óblast de Jersón
El óblast de Jersón (en ucraniano: Херсонська область) es un óblast (región) en el sur de Ucrania.
Limita al norte con el óblast de Dnipropetrovsk, al sur con Crimea y el mar Negro, al oeste con la provincia de Nicolaiev y al este con la óblast de Zaporizhia y el mar de Azov. El río Dniéper atraviesa la región, incluyendo el embalse de Kajovka. Su capital es Jersón.
Desde junio de 2023, el óblast está parcialmente controlado por fuerzas rusas, a causa de la invasión rusa de Ucrania.
El 30 de septiembre de 2022 el presidente ruso, Vladímir Putin, declaró anexionados los territorios de Donetsk, Lugansk, Jersón y Zaporiyia, según los resultados de un referéndum realizado unos días atrás del cual los países occidentales dudan de su transparencia. La Duma Estatal y el Consejo de la Federación aprobaron las leyes de anexión el 3 y el 4 de octubre respectivamente, y la anexión entró en efecto el 5 de octubre tras la ratificación de las mismas por Putin, luego de lo cual la frontera con Crimea pasó a ser considerada administrativa y las aduanas en la misma dejaron de funcionar.     
El río Dniéper a su paso por el óblast funciona como la frontera de facto entre Ucrania y Rusia desde el 11 de noviembre de 2022, cuando las tropas rusas abandonaron sus posiciones en la margen derecha del río, quedando así liberada la propia capital Jersón.

## Historia
Los primeros rastros del hombre en el territorio de la moderna región de Jerson se remontan al X-V milenio antes de Cristo. En el III - principios del II milenio a. C. la mayor parte de la estepa estaba ocupada por tribus ganaderas. A finales del IV - el comienzo del I milenio antes de Cristo  el territorio comienza a asentarse mucho más grueso. En los siglos VI-III a. C. los cimerios fueron suplantados y parcialmente subyugados por las nuevas tribus nómadas de los escitas, que formaron su propio estado: Escitia.
En honor al pueblo de Sivashovka, donde se encontraron varias tumbas características, se nombraron monumentos del tipo Sivashovka de la segunda mitad del siglo VII - principios del siglo VIII.
Más tarde, en el siglo IX, con la aparición de la Rus de Kiev, el Dniéper se convirtió en parte de la ruta comercial "de los varegos a los griegos". Se abre el acceso al Mar Negro. Con la fundación del Zaporozhye Sich, el Bajo Dniéper comenzó a ser poblado por cosacos que defendían la región de los invasores turco-tártaros.

### Segunda Guerra Mundial
Al comienzo de la Gran Guerra Patria, el territorio de la moderna región de Jerson fue ocupado por las tropas de la Alemania nazi y la coalición de Hitler y se convirtió en parte del "Reichskommissariat Ukraine", la unidad administrativa del Gran Reich alemán. 
Durante la ocupación, el trabajo de los destacamentos partisanos soviéticos se desarrolló en el territorio del Reichskommissariat, que controlaba una parte significativa del territorio ocupado e impedía el suministro de equipos y alimentos a las unidades de tropas alemanas.
Según un informe político desclasificado por el Ministerio de Defensa de la Federación Rusa por el jefe del departamento político del 3er Frente Ucraniano, el teniente general Mijaíl Rudakov, al jefe de la Dirección Política Principal del Ejército Rojo, el coronel general Alexander Shcherbakov, decenas de miles de civiles fueron torturados y ejecutados en la región de Jerson[ .
El 13 de marzo de 1944, la ciudad de Jersón durante la operación ofensiva Bereznegovato-Snigirev (6-18 de marzo de 1944) fue liberada por las tropas del Ejército Rojo. El mismo día, el locutor de la Radio de toda la Unión de la Televisión Estatal y Radio de la URSS, Yuri Levitan, leyó en el aire el informe operativo de la "Oficina de Información Soviética", en el que anunció la liberación de Jerson, llamando a la ciudad un centro regional, que no correspondía a la realidad. Iósif Stalin, habiendo aprendido sobre esto, dijo algo como esto: "¿Dices que no hay región de Kherson? Así lo hará". Para que el informe leído no se considerara desinformación, Stalin ordenó la creación de la región de Jersón]
El 30 de marzo de 1944, por el Decreto del Presidium del Soviet Supremo de la URSS "Sobre la formación de la región de Jersón como parte de la RSS de Ucrania", se creó la región de Jersón. La región incluye la ciudad de Jersón y Belozersky, Berislavsky, Bolshe-Alexandrovsky, Holoprystanskyi, Gornostaevsky, Kalanchaksky, Kalinindorfsky (renombrada Kalininsky, liquidada en 1962), Kakhivsky, Novo-Vorontsovsky, Skadovsky, Khersonsky (como parte de la región de Jersón se llamó Khersonselsky, liquidada en 1962), los distritos de Chaplyn y Tsyurupinsky, separados de la región de Mykolaiv, así como Bolshe-Lepetikhsky, Genichesky, Ivanovsky, Nizhne-Serogozsky, Novo-Troitsky y Sivashsky (liquidados en 1962), separados de la región de Zaporizhia de la RSS de Ucrania.

### Bajo la ocupación rusa
Desde que comenzó la invasión rusa de Ucrania en 2022 el 24 de febrero, la ciudad de Jerson y la mayor parte del óblast han sido ocupadas por las fuerzas rusas como la administración militar-civil de Jerson

El rojo claro resalta los territorios controlados por Rusia de la región

El 27 de julio de 2022, el ejército ucraniano destruyó el puente Antonovsky, como parte de su campaña más amplia para aislar al 49.º Ejército de Armas Combinadas ruso en la orilla derecha del Dniéper. 
El 31 de agosto se informó de que los defensores del mal adquirido territorio Jerson eran la 49CAA y lo que quedaba de la 35CAA. 

### Anexión a Rusia
El 5 de septiembre se anunció que la recién instalada administración rusa había pospuesto sus planes de celebrar un referéndum sobre la secesión prevista de Ucrania. El plebiscito estaba previsto para el 11 de septiembre, a fin de coincidir con el calendario electoral ruso. Debido a la impugnación del óblast por las fuerzas ucranianas, se encontró que no era práctico mantenerlo en este momento. 
Del 23 al 27 de septiembre de 2022, la Federación de Rusia celebró referendos en los territorios ocupados de las provincias de Jersón y Zaporizhia para la "independencia y posterior entrada en la Federación de Rusia", reconocidos por la mayoría de los Estados como organizados y contrarios al derecho internacional. El 29 de septiembre, la Federación de Rusia reconoció el óblast de Jersón como un estado independiente. El 30 de septiembre, el presidente ruso Vladímir Putin anunció la anexión del óblast de Jersón y otros tres territorios ucranianos, y firmó "decretos de adhesión" que son ampliamente considerados ilegales. En ese momento, Rusia no tenía el control de la provincia en su conjunto, retirándose además el 11 de noviembre de la margen derecha del Dniéper, incluida la propia capital del óblast.

## Geografía
La región está situada en la zona de estepa de la llanura de Europa del Este en los tramos inferiores del Dniéper. De oeste a este, el territorio de la región se extiende por 258 km, de sur a norte por casi 180 km. Los puntos extremos de la región de Jersón son: en el norte, el pueblo de Fedorovka, distrito de Vysokopolsky, en el sur - la estación de tren Syvash (península de Chonhar) del distrito de Henichesk, en el oeste - Cabo Medio en la península de Yagorlitsky Kut en el distrito de Holoprystansky y en el este el pueblo de Novy Azov, distrito de Henichesk. Está bañado por los mares Negro y Azov, así como por el Sivash (Mar Podrido). 19 ríos fluyen en el territorio de la región.

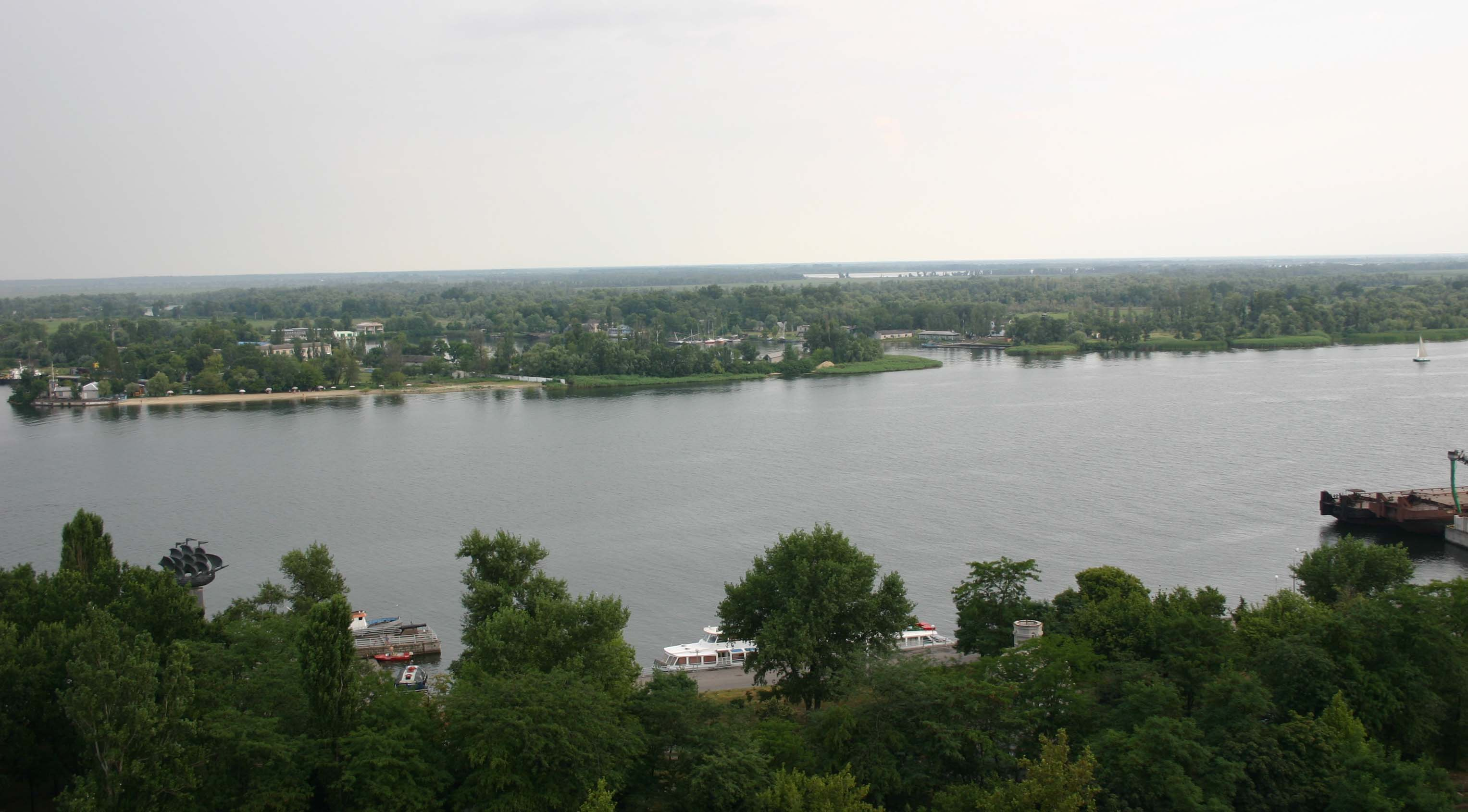
El río Dniéper en Jersón.

 Los más grandes de los cuales son: Dnipro - 178 km de largo, Ingulets - 180 km de largo. La altura máxima sobre el nivel del mar es de 101 m, cerca del pueblo de Ushkalka, distrito de Verkhnorogachytskyi, la altura mínima es de menos 0,4 m, en las secciones de la costa de Sivash. En el territorio de la región de Jerson se encuentra el desierto más grande de Europa. La parte norte del Arabat Spit, perteneciente a la región de Jerson, es parte de la península de Crimea.
| Noroeste: óblast de Mykoláiv | Norte: Óblast de Dnipropetrovsk | Noreste: Óblast de Zaporiyia |
| Oeste: Mar Negro             |                                 | Este: Óblast de Zaporiyia    |
| Suroeste: Bahía de Karkinit  | Sur: Península de Crimea        | Sureste: Mar de Azov         |

## Términos generales
El centro administrativo de la óblast de Jersón es la ciudad Jersón.
Número unidades administrativas:
- Barrios - 18
- Barrios en las ciudades - 3
- Localidades - 697- 
  - Localidades rurales - 658
  - Localidades urbanas - 9
- Villas - 260

La Administración local es llevada a cabo en la Rada de la óblast de Jersón. El jefe de la administración gubernamental, o de la óblast, es el gobernador - el cual es nombrado por el presidente de Ucrania.

## Población
- 1981 - 1.179.000 habitantes
  - Ciudades - 698.000 habitantes
  - Pueblos - 481.000 habitantes
- 2005 - 1 128.828 habitantes
  - Ciudades - 682.570 habitantes
  - Pueblos - 446.258 habitantes

## Composición étnica
La composición étnica, según el censo de 2001, es la siguiente:
- Ucranianos - 82,0%

- Rusos - 14,1%

- Bielorrusos - 0,7%

- Otros - 3,2%

## Divisiones administrativas
| Distritos de la óblast de Jersón                                                                  |
| - Raión de Berislav - Raión de Jersón - Raión de Kajovka - Raión de Genichesk - Raión de Skadovsk |

### Antiguos raiones
- Raión de Bilozerka
- Raión de Chaplynka
- Raión de Golo Prystan
- Raión de Gornostaivka
- Raión de Ivánivka
- Raión de Kalanchak
- Raión de Oleshky
- Raión de Novotroitske
- Raión de Novovorontsovka
- Raión de Nyzhni Sirohozy
- Raión de Velyka Lepetyka
- Raión de Velyka Oleksándrivka
- Raión de Verjni Rogáchyk
- Raión de Vysokopillia

## Ciudades
- Jersón (en ucraniano Херсон)
- Kajovka (en ucraniano Каховка)
- Nova Kajovka (en ucraniano Нова Каховка)
- Skadovsk (en ucraniano Скадовськ)

## Personas conocidas
- Oleg Avramenko es un escritor ucraniano de ciencia ficción.
- Oleksa Almazov — Militar ucraniano y figura pública, general-corneta Armas de la República Popular de Ucrania.
- Danilo Hylyaka es una figura pública ucraniana y trabajador clandestino, una figura de la clandestinidad ucraniana en Donbass, y un líder de distrito de la dirección del distrito de Kramatorsk de la OUNR.
- Georgiy Deliev — Ucraniano actor, director, Artista del Pueblo de Ucrania.
- Volodymyr Kedrovsky es un estado y político, publicista, coronel Armas de la UPR.
- Volodymir Kulish — escritor ucraniano. Miembro de ADUKu — Asociación de Figuras de la Cultura Ucraniana. Hijo del dramaturgo Nikola Kulish, esposo de la escritora Oxana Kerch.
- Veronika Mikhalevich es una poetisa y figura pública ucraniana.